# Dikar
Dikar S. Coop. es una empresa, creada en 1980 especializada en la fabricación de rifles y cañones situada en la población Guipuzcoana de Vergara. Se creó por la fusión de dos empresas, Mendi y Jukar originarias de la ciudad armera de Éibar, dando como resultado el nombre de Dikar. En 2023 trasladó su operativa y sede central a Mondragón
Dikar S. Coop. posee las marcas:
CVA®- monotiros, rifles de avancarga y accesorios,distribuidos exclusivamente en Norteamérica.
Bergara® - rifles monotiro y de cerrojo y cañones.
Quake® - accesorios de caza y óptica.
Dikar es parte de Mondragón Corporación Cooperativa